# Smíšený vlak

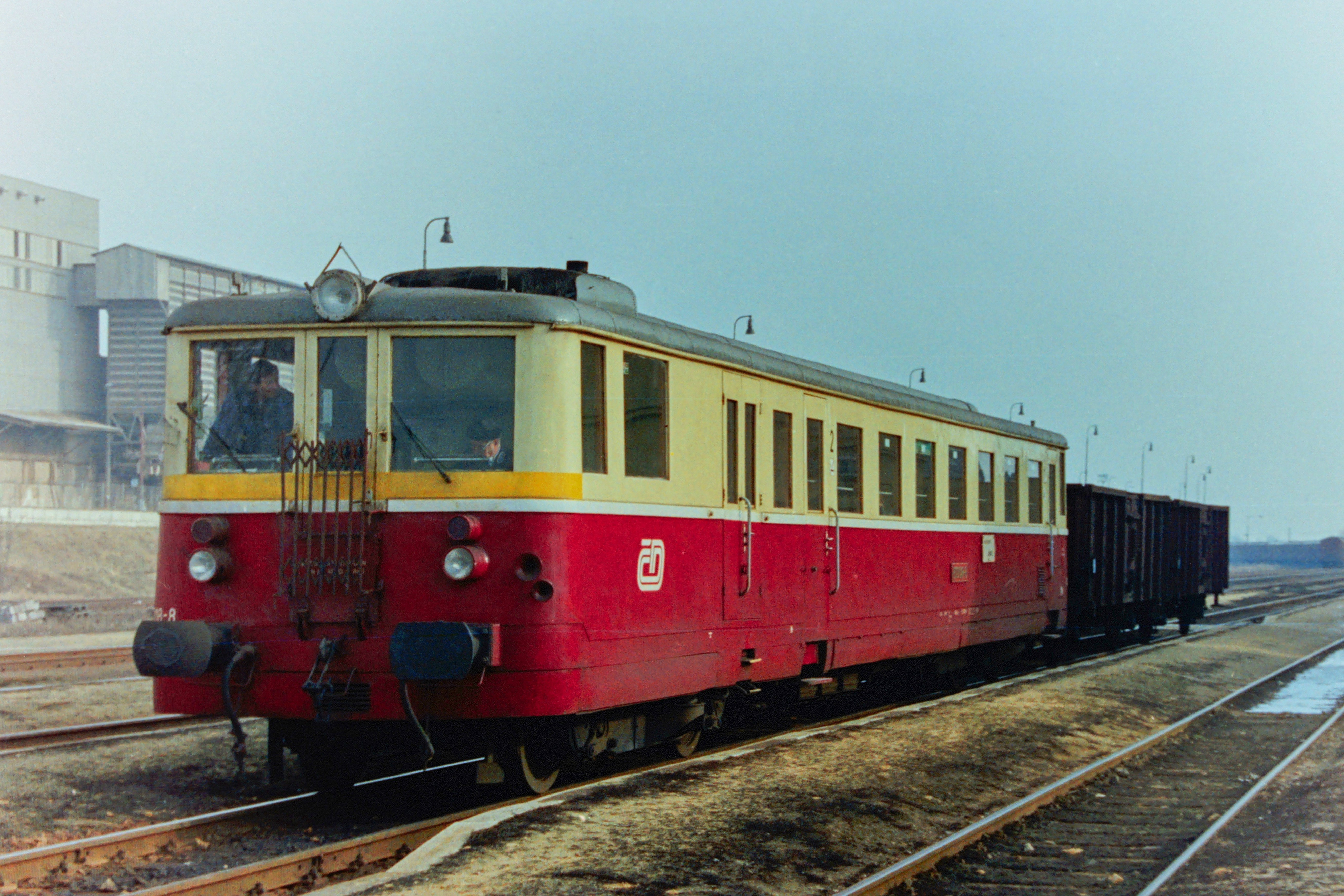
Smíšený vlak z Moravských Budějovic do Jemnice v roce 1997

Smíšený vlak nebo také nákladní vlak s přepravou cestujících je nákladní vlak, ve kterém je společně s nákladními vozy řazen i osobní vůz (či vozy), který slouží přepravě cestujících.

## Historie
Vlaky tohoto typu se na železnici používaly už od počátku, především na lokálních tratích. Rychlost těchto vlaků byla velmi nízká, navíc se mnohdy manipulovalo s nákladními vozy v nácestných stanicích, což přepravu dále zdržovalo.
S rostoucím tlakem na zrychlování osobní dopravy začaly být takové vlaky rušeny. Dalším důvodem pro zánik těchto spojů bylo rozdělení dopravců na osobní a nákladní. V rámci Evropy tak byly takové vlaky v provozu v roce 2016 již jen na Ukrajině a v Bosně a Hercegovině (jen u společnosti Željeznice Republike Srpske, druhá bosenská firma Željeznice Federacije Bosne i Hercegovine již ukončila provoz smíšených vlaků dříve).

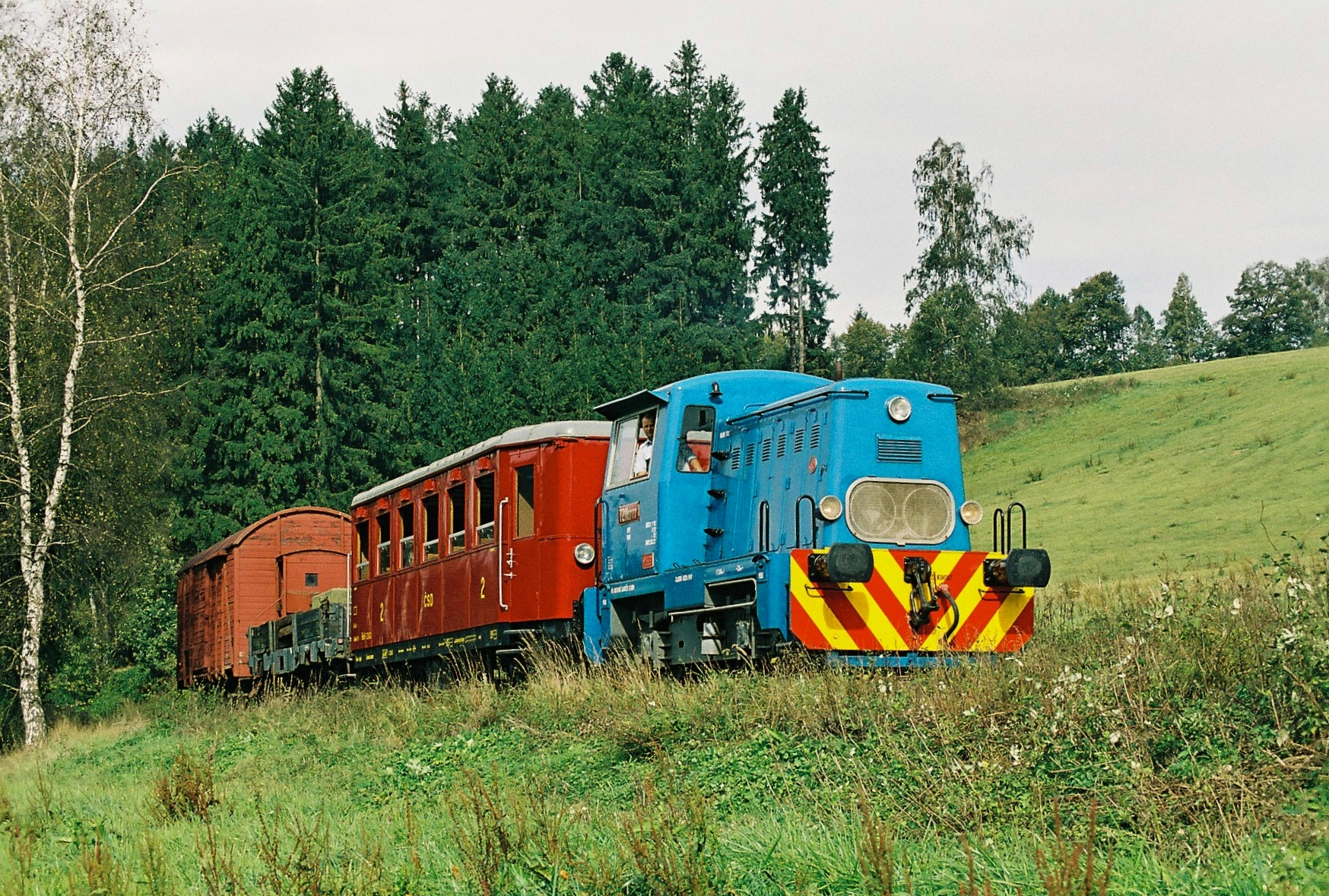
Historický smíšený vlak

### Česko
V Česku byly smíšené vlaky pravidelně k vidění ještě v 90. letech 20. století, jednalo se o vlaky tažené lokomotivami nebo motorovými vozy. Mezi poslední tratě v Česku, kde se udržel provoz smíšených vlaků, patřily úseky Dívčice – Netolice (do přelomu tisíciletí) a Opočno pod Orlickými horami – Dobruška (do roku 2005). V obou případech byly vlaky vedeny motorovými vozy řady 810, které přepravovaly cestující a táhly nákladní vozy. Ještě v 2. polovině 90. let 20. století byly smíšené vlaky běžné i na trati Moravské Budějovice – Jemnice, v uvedeném případě šlo o vlaky tažené motorovými lokomotivami řad 704, 714 nebo 721, výjimkou však nebyl ani vlak v čele s motorovým vozem 830.
I později se smíšené vlaky na českých tratích objevovaly, ale jen mimořádně při nostalgických jízdách.